# 67. BAFTA-gála
A 67. BAFTA-gálát 2014. február 16-án tartotta a Brit film- és televíziós akadémia a Royal Opera Houseban, melynek keretében a 2013. év legjobb filmjeit és alkotóit díjazta.

## Díjazottak és jelöltek
| Legjobb film | Legjobb rendező |
| --- | --- |
| 12 év rabszolgaság - Amerikai botrány - Phillips kapitány - Gravitáció - Philomena - Határtalan szeretet | Alfonso Cuarón – Gravitáció - Steve McQueen – 12 év rabszolgaság - David O. Russell – Amerikai botrány - Paul Greengrass – Phillips kapitány - Martin Scorsese – A Wall Street farkasa                                                                                |
| Legjobb férfi főszereplő | Legjobb női főszereplő |
| Chiwetel Ejiofor – 12 év rabszolgaság - Christian Bale – Amerikai botrány - Bruce Dern – Nebraska - Leonardo DiCaprio – A Wall Street farkasa - Tom Hanks – Phillips kapitány | Cate Blanchett – Blue Jasmine - Amy Adams – Amerikai botrány - Sandra Bullock – Gravitáció - Judi Dench – Philomena - Határtalan szeretet - Emma Thompson – Banks úr megmentése                                                                                       |
| Legjobb férfi mellékszereplő | Legjobb női mellékszereplő |
| Barkhad Abdi – Phillips kapitány - Daniel Brühl – Hajsza a győzelemért - Bradley Cooper – Amerikai botrány - Matt Damon – Túl a csillogáson - Michael Fassbender – 12 év rabszolgaság | Jennifer Lawrence – Amerikai botrány - Sally Hawkins – Blue Jasmine - Lupita Nyong'o – 12 év rabszolgaság - Julia Roberts – Augusztus Oklahomában - Oprah Winfrey – A komornyik                                                                                       |
| Legjobb eredeti forgatókönyv | Legjobb adaptált forgatókönyv |
| Eric Warren Singer, David O. Russell – Amerikai botrány - Woody Allen – Blue Jasmine - Joel Coen, Ethan Coen – Inside Llewyn Davis - Alfonso Cuarón, Jonás Cuarón – Gravitáció - Bob Nelson – Nebraska | Steve Coogan, Jeff Pope – Philomena - Határtalan szeretet - Richard LaGravenese – Túl a csillogáson - Billy Ray – Phillips kapitány - John Ridley – 12 év rabszolgaság - Terence Winter – A Wall Street farkasa                                                       |
| Legjobb operatőr | Legjobb debütálás (brit forgatókönyvíró, filmrendező vagy producer) |
| Emmanuel Lubezki – Gravitáció - Sean Bobbitt – 12 év rabszolgaság - Barry Ackroyd – Phillips kapitány - Bruno Delbonnel – Inside Llewyn Davis - Phedon Papamichael – Nebraska | Kieran Evans (rendező/író) – Kelly + Victor - Colin Carberry (író), Glenn Patterson (író) – Good Vibrations - Scott Graham (rendező/író) – Shell - Kelly Marcel (író) – Banks úr megmentése - Paul Wright (rendező/író), Polly Stokes (producer) – For Those in Peril |
| Kiemelkedő brit film | Legjobb filmzene |
| Gravitáció - Mandela - Philomena - Határtalan szeretet - Hajsza a győzelemért - Banks úr megmentése - The Selfish Giant | Steven Price – Gravitáció - Hans Zimmer – 12 év rabszolgaság - John Williams – A könyvtolvaj - Henry Jackman – Phillips kapitány - Thomas Newman – Banks úr megmentése                                                                                                |
| Legjobb hang | Legjobb díszlet |
| - Glenn Freemantle, Skip Lievsay, Christopher Benstead, Niv Adiri, Chris Munro – Gravitáció - Richard Hymns, Steve Boeddeker, Brandon Proctor, Micah Bloomberg, Gillian Arthur – Minden odavan - Chris Burdon, Mark Taylor, Mike Prestwood Smith, Chris Munro, Oliver Tarney – Phillips kapitány - Peter F. Kurland, Skip Lievsay, Greg Orloff – Inside Llewyn Davis - Danny Hambrook, Martin Steyer, Stefan Korte, Markus Stemler, Frank Kruse – Hajsza a győzelemért | Catherine Martin, Beverley Dunn – A nagy Gatsby - Judy Becker, Heather Loeffler – Amerikai botrány - Andy Nicholson, Rosie Goodwin, Joanne Woollard – Gravitáció - Howard Cummings – Túl a csillogáson - Adam Stockhausen, Alice Baker – 12 év rabszolgaság           |
| Legjobb vizuális effektek | Legjobb jelmez |
| Gravitáció - A hobbit: Smaug pusztasága - Vasember 3. - Tűzgyűrű - Sötétségben – Star Trek | Catherine Martin – A nagy Gatsby - Michael Wilkinson – Amerikai botrány - Ellen Mirojnick – Túl a csillogáson - Michael O’Connor – A titokzatos szerető - Daniel Orlandi – Banks úr megmentése                                                                        |
| Legjobb smink | Legjobb vágás |
| Evelyne Noraz, Kathrine Gordon – Amerikai botrány - Kate Biscoe, Marie Larkin – Túl a csillogáson - Debra Denson, Beverly Jo Pryor, Robert L. Stevenson – A komornyik - Wizzy Molineaux, Ashley Johnson – A nagy Gatsby - Rick Findlater – A hobbit: Smaug pusztasága | Daniel P. Hanley, Mike Hill – Hajsza a győzelemért - Joe Walker – 12 év rabszolgaság - Christopher Rouse – Phillips kapitány - Alfonso Cuarón, Mark Sanger – Gravitáció - Thelma Schoonmaker – A Wall Street farkasa                                                  |
| Legjobb nem angol nyelvű film | Legjobb animációs film |
| A nagy szépség (La grande bellezza) • Olaszország - Az ölés aktusa (Jagal) • Dánia/Norvégia - A vadászat (Jagten) • Dánia - Adèle élete – 1–2. fejezet (La Vie d'Adèle – Chapitres 1 & 2 ) • Franciaország/Belgium - Metro Manila • Fülöp-szigetek - Wadjda • Szaúd-Arábia/Németország | Jégvarázs - Gru 2. - Szörny Egyetem |
| Legjobb animációs rövidfilm | Legjobb rövidfilm |
| Sleeping with the Fishes - Everything I Can See from Here - I Am Tom Moody | Room 8 - Island Queen - Keeping Up with the Joneses - Orbit Ever After - Sea View |
| Legjobb dokumentumfilm | Orange Rising Star Award |
| Az ölés aktusa - The Armstrong Lie - Blackfish - Egy kardszárnyú delfin története - Tim's Vermeer - We Steal Secrets: The Story of WikiLeaks | Will Poulter - Dane DeHaan - George Mackay - Lupita Nyong’o - Léa Seydoux |

### Kiemelkedő brit hozzájárulás a mozifilmekhez
Peter Greenaway

### Akadémiai tagság
Helen Mirren

## Legtöbb díj és jelölés

### Díj
- 6 díj: Gravitáció
- 3 díj: Amerikai botrány
- 2 díj: 12 év rabszolgaság, A nagy Gatsby

### Jelölés
- 11 jelölés: Gravitáció
- 10 jelölés: 12 év rabszolgaság, Amerikai botrány
- 9 jelölés: Phillips kapitány
- 5 jelölés: Túl a csillogáson, Banks úr megmentése
- 4 jelölés: Philomena - Határtalan szeretet, Hajsza a győzelemért, A Wall Street farkasa
- 3 jelölés: Blue Jasmine, A nagy Gatsby, Inside Llewyn Davis, Nebraska
- 2 jelölés: Az ölés aktusa, A komornyik, A hobbit: Smaug pusztasága